# Ranville-Breuillaud
Ranville-Breuillaud – miejscowość i gmina we Francji, w regionie Nowa Akwitania, w departamencie Charente.
Według danych na rok 1990 gminę zamieszkiwało 180 osób, a gęstość zaludnienia wynosiła 14 osób/km² (wśród 1467 gmin regionu Poitou-Charentes, Ranville-Breuillaud plasuje się na 815. miejscu pod względem liczby ludności, natomiast pod względem powierzchni na miejscu 688.).